# Taenit
Taenit (Bandeisen) ist ein eher selten vorkommendes Mineral aus der Mineralklasse der „Elemente“. Es kristallisiert im kubischen Kristallsystem mit der chemischen Zusammensetzung γ-(Fe,Ni), ist also eine Legierung aus Nickel und Eisen mit kubisch-flächenzentrierter Kristallstruktur.
Taenit ist undurchsichtig und entwickelt schmale, bandförmige Kristalle von silber- oder grauweißer Farbe und metallischem Glanz.
Natürlicher Taenit ist bisher nur als Bestandteil von Eisen-Nickel-Meteoriten gefunden worden. Dieser kosmisch entstandene Taenit hat einen Nickelgehalt von etwa 30 bis 50 %.
Bei einem Anteil von 4 bis 7,5 % Nickel in der Verbindung bildet sich Kamacit mit einer anderen Kristallstruktur, bei einem Anteil von > 50 % entsteht Tetrataenit. Eine feinkörnige Verwachsung aus Kamacit und Taenit wird als Plessit bezeichnet.

## Etymologie und Geschichte
Der Name Taenit leitet sich ab aus dem griechischen ταινία [tainia] für Band, weil Taenit in dieser Form in den Widmanstätten-Strukturen der Eisenmeteoriten erscheint. Der Name wurde 1861 von Karl von Reichenbach geprägt, zusammen mit den Namen für Kamacit und Plessit.
Als Typlokalität für Taenit wie auch den verwandten Awaruit (Ni3Fe) gilt der Gorge River auf der Südinsel von Neuseeland.

## Klassifikation
In der mittlerweile veralteten, aber noch gebräuchlichen 8. Auflage der Mineralsystematik nach Strunz gehörte der Taenit zur Abteilung der „Metalle und intermetallischen Legierungen (ohne Halbmetalle)“, wo er zusammen mit Awaruit, Jedwabit, Nickel und Tetrataenit die „Nickel-Reihe“ mit der System-Nr. I/A.08 bildete.
Die seit 2001 gültige und von der International Mineralogical Association (IMA) verwendete 9. Auflage der Strunz’schen Mineralsystematik ordnet den Taenit ebenfalls in die Abteilung der „Metalle und intermetallische Verbindungen“ ein. Diese ist allerdings weiter unterteilt nach Elementfamilien mit ähnlichen Eigenschaften, so dass das Mineral entsprechend seiner Zusammensetzung in der Unterabteilung „Eisen-Chrom-Familie“ zu finden ist, wo es nur noch zusammen mit Tetrataenit die „Taenitgruppe“ mit der System-Nr. 1.AE.10 bildet.
Auch die vorwiegend im englischen Sprachraum gebräuchliche Systematik der Minerale nach Dana ordnet den Taenit in die Klasse der „Elemente“ und dort in die gleichnamige Abteilung ein. Hier ist er in der „Eisen-Nickelgruppe“ mit der System-Nr. 01.01.11 innerhalb der Unterabteilung „Elemente: metallische Elemente außer der Platingruppe“ zu finden.

## Kristallstruktur
Taenit kristallisiert kubisch in der Raumgruppe Fm3m (Raumgruppen-Nr. 225) mit dem Gitterparameter a = 3,60 Å sowie 4 Formeleinheiten pro Elementarzelle.

## Eigenschaften
Taenit ist stark magnetisch.
Seine Mohshärte von 5 bis 5,5 entspricht der des Referenzminerals Apatit oder auch dem Kunststein Strass und lässt sich daher noch mit einem Taschenmesser ritzen.

## Bildung und Fundorte

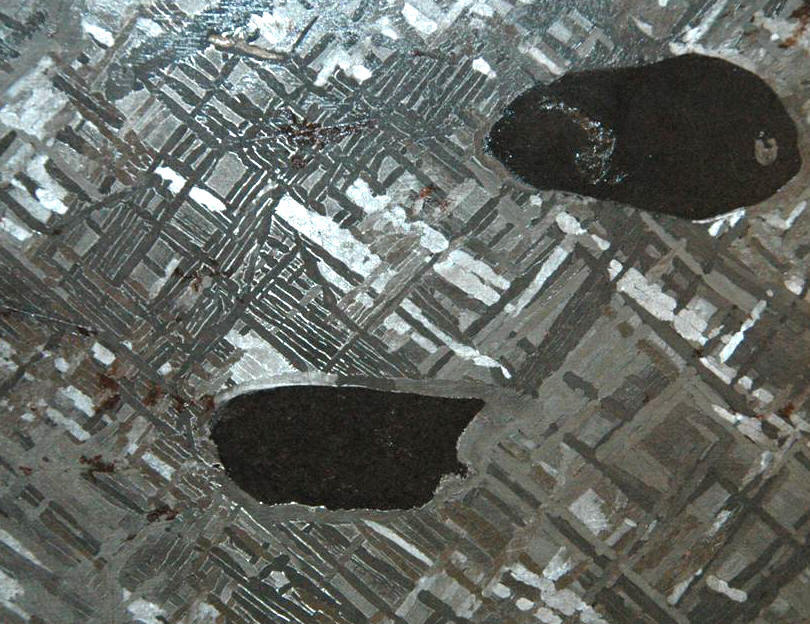
Schliffbild des „Cape York“-Meteoriten (Grönland). Die schwarzen, unregelmäßigen Körner bestehen aus Troilit, umgeben von einem schmalen Band aus Schreibersit und eingebettet in einem Widmanstättenschen Gefüge aus Kamacit und Taenit

Taenit ist eine natürliche Legierung aus kubisch-flächenzentriertem γ-Eisen und Nickel, mit einem höheren Nickel-Gehalt als im Kamacit. Taenit kristallisiert aus einer Fe,Ni-Schmelze zwischen etwa 1400 und 900 °C (je nach Nickel-Gehalt). Bei weiterer Abkühlung bildet sich im festen Zustand Nickel-ärmerer Kamacit, wobei der Nickelgehalt im Taenit ansteigt.
In der sogenannten Widmanstätten-Struktur, die auf angeschliffenen, polierten und angeätzten Oktaedriten sichtbar wird, sind die Taenitkristalle als hellglänzende, dünne Bänder zwischen den dunklen Kamacit-Balken erkennbar.
Taenit kommt in allen Oktaedriten, der häufigsten Klasse der Eisenmeteoriten, vor. Außerdem auch in den Fe,Ni-Körnern der Chondrite, fast immer verwachsen mit Kamacit. Insgesamt sind bisher (Stand 2013) rund 150 Meteorite bekannt, in denen Taenit nachgewiesen werden konnte.
Als Beispiele seien folgende Meteoriten genannt:
- Gebel-Kamil-Meteorit in Ägypten
- Frontier Mountain-Meteorit, gefunden im Viktorialand der Antarktis
- Campo-del-Cielo-Meteorit in Argentinien
- Henbury-Meteorit in Australien
- Santa-Catarina-Meteorit in Brasilien
- Boxian-Meteorit in China
- Ramsdorf-Meteorit in Deutschland (siehe auch Meteoritenfall von Ramsdorf)
- Abee-Meteorit in Kanada
- Toluca-Meteorit in Mexiko
- Morasko-Meteorit in Polen
- Sikhote-Alin-Meteorit in Sibirien, Russland
- Rafrüti-Meteorit in der Schweiz
- Canyon Diablo-Meteorit in Arizona, USA
- Bukhara-Meteorit in Usbekistan

Auch in Gesteinsproben, die die „Apollo 16“-Mission vom Mond mitbrachte, wurde Taenit nachgewiesen.